# Vytautas Andriuškevičius
Vytautas Andriuškevičius (Alytus, 9 ottobre 1990) è un ex calciatore lituano, di ruolo difensore.

## Caratteristiche tecniche
Terzino sinistro, può giocare anche come difensore centrale.

## Palmarès

### Club

#### Competizioni nazionali
- Campionato lituano: 1

FBK Kaunas: 2007
- Supercoppa di Lituania: 1

FBK Kaunas: 2007

#### Competizioni internazionali
- Baltic League: 1

FBK Kaunas: 2008